# Историја Француске
Француска је држава која има богату историју.

## Галија
Келти око 800. п. н. е. емигрирају из централних делова Европе према западу и почиње формирање Галије. Око 125. п. н. е. Галију су почели освајати Римљани, а коначно ју је освојио Јулије Цезар 52. п. н. е. када галски краљ Верцингеторикс капитулира у Алезији. Галски језик почиње да уступа место латинском, а у I и другом II веку друидска религија карактеристична за келтске народе почиње да нестаје услед појаве хришћанства. 258. године Галију нападају германска племена Франци, Бургунди, Алемани, Визиготи и Вандали која долазе са Балтика, и настањују се на истоку Галије. Убрзо почињу и борбе међу самим племенима, а на територији Галије надјачавају Франци који око 430. године освајају простор Аустразије (територија око града Париза) под вођством Клодиона (428-447). Након његове смрти вођство над Францима преузима Меровех (447-457).

## Франачка држава
481. године Хлодовех I (481—511), наслеђује власт и уједињује Галију покоривши Неустрију (северозападни део данашње Француске) 486. године. Хлодовех прима хришћанство 496. године, формира Франачку државу и оснива прву династију Франачких краљева, Меровинге, по имену свог претка Меровеа. Током владавине Меровинга Франачка држава доживљава експанзију у VI веку, освојивши Швабију (502.), Аквитанију (507.), Гаскоњу и Тирингију (531.), Бургоњу (533.) и Провансу (536. ф.). Међутим након смрти Меровиншког краља Дагоберта I 639. године, наследници династије нису имали суштинску власт над територијом државе, већ је овај период обележила владавина грофова над грофовијама Франачке државе. 732. године гроф Аустразије Карло Мартел побеђује Арапе у великој бици код Поатјеа спречивши тако даљи продор ислама у западну Европу. 754. године умире последњи Маровиншки краљ Килдерик III. Пипин (Пепин) Мали (751—768), син Карла Мартела, се 751. окрунио за краља и основао династију Каролинга. 759. године осваја Септиманију.
Његов син Карло Велики (768—814) додатно учвршћује јаку феудалну државу кроз освајачке ратове. 774. осваја Ломбардију, затим 777. Саксонију, 778. северне делове Шпаније, а 788. године Баварску и Корушку. Тиме се Франачка држава проширила на велики део земаља које су некада чиниле Западно римско царство па Карло Велики бива проглашен за цара 800. године од стране папе Лава III. Међутим моћ Франачке државе убрзо почиње да слаби да би се Верденским уговором 843. године поцепала на три дела. Један део припао краљевству на територији данашње Француске, други краљевству на територији данашње Немачке, а трећи краљевству на територији данашње северне Италије. Карло II (840-877 г), унук Карла Великог, је приликом деобе царства добио део од којег је настала Француска. Након распада Франачке државе, територију Француске нападају Нормани, па Карло III бива принуђен да преда 911. године вођи Викинга Ролону северни дао Француске, који ће постати познат по именом Нормандија.

## Династија Капета
Незадовољни влашћу династије Каролинга, скуп црквених феудалаца 987. године за краља проглашава Хуга Капета (987—996), који оснива династију Капета која влада Француском до 1328. године, мада фактички власт ове династије престаје тек 1848. године, јер потоње династије, династија Валоа и династија Бурбона, чине потомци династије Капета. 1066. нормандијски војвода Вилијам I креће у поход против Енглеске и тако постаје краљ Енглеске победом над последњим англо-саксонским краљем Харолдом II у бици код Хастингста. Енглеска тиме постаје присутна на Француском тлу, што ће бити увод у рат који ће букнути када гроф анжујски Хенри, будући краљ Хенри II енглески, женидбом преотме Аквитанију Француској. Након великих ратних победа које је остварила Француска под вођством Филипа II Августа (1180—1223), рат ће бити завршен 1259. године када је потписан мировни споразум у Паризу између Луја IX (1226—1270) и енглеског краља Хенрија III по коме Француска добија Нормандију, Бретању, Турен, Мен и Поату а Енглеска задржава власт у Аквитанији.

## Династија Валоа
Мир између ова два краљевства потрајаће до 1328. године када француски краљ Карло IV (1322-1328 г) умире без деце. Енглески краљ Едвард III који је био унук Карлу IV, почиње да оспорава титулу Филипу VI (1328—1350), оснивачу династије Валоа, пошто је он само његов братанац.
1337. године почиње Стогодишњи рат Француске против Енглеске окупацијом Аквитаније од стране Филипа VI. Стогодишњи рат није био непрекидан рат већ серија ратова током које је краљ Енглеске Хенри VI чак и постао 1422. године краљ Француске, али чији се исход нагло променио 1429. године захваљујући општем народном устанку под вођством Јованке Орлеанке. Због великог утицаја који је имала на народне масе, Јованка Орлеанка бива издата од стране краља Шарла VII Победника (1422—1461) а потом и спаљена као јеретик 1431. године. Стогодишњи рат је завршен 1453. године, када је Енглеска прогнана са територије Француске задржавши само град Кале. 1559. град Кале осваја Анри II (1547—1559), који под утицајем своје жене Катарине Медичи, нећаке папе Клемента VII, започиње борбу против протестаната. Врхунац те борбе десио се 24. августа 1572. године када је извршен покољ 3000 хугенота (протестаната) познатији као Вартоломејска ноћ.

## Династија Бурбона
Верски рат завршен је током владавине Анрија IV (1589—1610), оснивача династије Бурбона, када је 1598. Нантским едиктом призната слобода вероисповести. Анри IV почиње да ствара колоније освајањем Квебека у Канади, обнавља привреду, али бива убијен од стране католичног фанатика Равајака 1610. године. На његово место долази Луј XIII (1610—1643), који улази у Тридесетогодишњи рат 1635. године против католичке Хабзбуршке монархије и учврстивши апсолутну монархију. Апсолутна монархија доживљава врхунац током владавине Луја XIV (1643—1715), за време чије владавине слабљењем шпанске и аустријске моћи у Тридесетогодишњем рату Француска је постала светска велесила. Вестфалским миром 1648. године Француска добија Алзас и постиже хегемонију Француске у западној Европи. У рату који је трајао 1667—1668. године између Шпаније и Француске, Француска осваја 12 градова у Фландрији која је тада припадала Шпанији. 1685. Луј XIV укида Нантски едикт, а око 200.000 хиљада протестаната бежи из земље. Најтежи рат познатији као рат за шпанско наслеђе Луј XIV започиње 1701. године против коалиције европских земаља коју предводе Енглеска и Хабзбуршка монархија. Рат је завршен 1714. тиме што је Филип V, иначе унук Луја XIV постављен за шпанског краља, али је морао да се одрекне права на француски престо јер би тиме било омогућено спајање Француске и Шпаније што није одговарало другим европским силама. Тај рат је био почетак пада француске хегемоније на европском тлу. У Седмогодишњем рату (1756—1763) против Енглеске Француска изгубила је све колоније на територији данашњих САД и превласт у светској трговини, а Канада је подељена на француско и енглеско говорно подручје. Рат је уназадио привреду а расипнички живот на двору, губитак колонија, као и огромна издавања Француске у рату за независност САД од Енглеске, довели су до расула државних финансија отворило врата француској револуцији.

## Француска револуција
Краљ Луј XVI је увидио да је држава пред финансијским сломом па је био принуђен да сазове Скупштину државних сталежа која није сазивана последњих 175 година. Скупштина се састала 5. маја 1789. Како је Скупштина захтевала доношење новог државног и друштвеног уређења краљ се спремао да је распусти. Због тога је народ Париза устао 14. јула 1789. и освојио Париску тврђаву Бастиљу. Тај догађај се сматра почетком Француске револуције. Након
пада Бастиље, краљ је испунио захтјеве народа. Најприје је усвојена Декларација права грађанина, а на основу Декларације донијет је и Устав из 1791. Проглашена је једнакост грађана пред законом и загарантоване су личне грађанске слободе и приватна својина. У револуцији настала је борбена песма „Марсељеза“ која је касније постала химна Француске. Француском грађанском револуцијом уништен је феудализам и успостављен капиталистички друштвени систем. Друштвени идеали Француске су много утицали на развој грађанске демократије у целом свету.

## Прва република
Уставом из 1791. била је задовољна само најбогатија класа. Сиромашнијем делу становништва и даље је било лоше. Плате су биле ниске, а цене животних намирница скупе. Августа 1792. дошло је до новог устанка. Краљ је затворен, а касније и убијен 21. јануара 1793. године. Република је проглашена 22. септембра 1792. године уз крилатицу Слобода, једнакост, братство. Дошло је до оштрих борби између жирондинаца и јакобинаца. Јакобинци су дошли на власт са Максимилијаном Робеспјером на челу, и поделили су земљу сељацима. Међутим, 1794. јакобинци су збачени и на власт долази Директоријум сачињен од пет директора: Пол Бара, Лазар Карно, Ла Ревије-Лепо, Луј Летурне и Жан-Франсоа Рубел. Управо Француска револуција је утрла пут Наполеону који је уз помоћ војске 1799. извршио државни удар, власт су преузела три конзула - Бонапарта, Сијес и Роже-Дико, донет је и четврти устав који је дао велика овлашћења првом конзулу - Наполеону.

## Прво царство
Војник револуције, како је за себе говорио, Наполеон је проглашен доживотним конзулом 1802. године, а коначно се 1804. године прогласио за цара свих Француза. Наполеон је приморао папу Пија VII да дође у Париз и да га у катедрали Нотр Дам крунише, заједно са супругом Жозефином. Након победе у бици код Аустерлица 1805. године, познатој као Троцарска битка јер се водила између Француског царства и алијансе Руског и Аустријског царства, Наполеон наставља са великим ратним освајањима у којима успева да покори добар део данашње континенталне Европе. Миром у Пожуну Аустрија је предала Наполеоновој Краљевини Италији Венецију, Истру и Далмацију, док су Баварска и Виртемберг проглашени за краљевине. Свето римско царство нестало је 6. августа 1806. године. Иако је био непобедив на копну, Француска је доживела велики пораз у поморској бици код Трафалгара 1805. године чиме је Енглеска стекла вековну предност на мору. Немоћан да је војно покори, Наполеон је Енглеској завео континенталну блокаду, верујући да ће је тако изоловати и довести до економског слома. Бонапарта је оптужио Русију да не поштује прописе континенталне блокаде и објавио јој рат у коме је преко 430.000 искусних француских војника прешло реку Њемен. Била је то највећа армија коју је свет до тада видео. Наполеон је поразио трупе генерала Кутузова код Бородина 1812. године и девет дана касније ушао у Москву коју су пред њим спалили руски војници. Велика армија и Наполеон су морали да се врате услед недостатка хране и сурове зиме, овај пут је Њемен прешло само 50.000 војника. То је довело до уједињења Аустријанаца, Руса, Пруса у коалицију која побеђује Наполеона у Бици народа, код Лајпцига 1813. године, Енглески командант Велингтон је на другом крају, из Шпаније упао у Француску и Париз пада 31. марта 1814. године. Наполеон напушта власт и бежи на острво Елбу. На власт долази Луј XVIII брат Луја XVI и поново је успостављена власт династије Бурбона. Луј XVIII убрзо постаје непопуларан у народу па се на власт враћа Наполеон 1815. године, међутим одмах по повратку на трон Европа му објављује рат и након пораза код Ватерлоа Наполеон абдицира по други пут на острво Света Јелена где умире 5. маја 1821. године.

## Рестаурација Бурбона
Из избеглиштва након сто дана поновне власти Наполеона, јула 1815. године, из Белгије се на власт враћа Луј XVIII (1814- 1830), а након њега власт преузима Шарл X (1824—1830), такође брат Луја XVI, који започињу борбу против учесника револуције настојећи да врате стари феудални поредак. Та борба ће наићи на велики отпор француске буржоазије. Јула 1830. године долази до Јулске револуције којом за краља бива постављен Луј Филип (1830—1848), војвода од Орлеанса.

## Друга република
Фебруара 1848. године долази до револуције, која доводи до успостављања Друге републике, за чијег председника бива постављен Луј-Наполеон Бонапарта (1848—1852 g.), нећак Наполеона Бонапарте.

## Друго царство
Луј-Наполеон Бонапарта, се државним ударом 1852. године прогласио за цара Другог царства и постаје Наполеон III (1852—1870). Наполеон III увлачи Француску у Кримски рат (1853—1856) и тиме подиже њен међународни углед и поново успоставља хегемонију Француске у западној Европи. Видевши да ће Француска бити главна сметња у настојању Пруске да формира Немачку државу, пруски канцелар Ото фон Бизмарк, настоји да по сваку цену испровоцира Француску да крене у рат против Пруске. То му успева објављивањем депеше по коме Пруска осваја шпански трон поставивши на то место принца Леополда од Хоенцолерна-Зигмарингена. Наполеон III објављује рат коалицији немачких држава на челу са Пруском, познат као Француско-пруски рат, 19. јула 1870. године, међутим Наполеон III бива поражен у Седанској бици и заточен 2. септембра 1870. од стране Пруса.

## Трећа република (1870—1940)
Дана 4. септембра 1870. године на вест о поразу француских снага бива успостављена Трећа република која ће наставити рат против коалиције немачких држава. Народ Париза проваљује на заседање Скупштине а Леон Гамбета је предложио укидање царства. Изабрана је привремена влада генерала Трошиа, с циљем да се организује одбрана и настави рат“, Влада националне одбране“. Од 18 до 20. септембра 1870. Влада Француске покушава да се нагоди са Пруском али је Бизмарк тражио Алзас и Лорен, што Французи нису прихватили. Од 19. септембра 1870. почиње Пруска опсада Париза. Одбрану чини око 500.000 војника али само око 130.000 потпуно опремљених. Гамбета 09.10. 1870. одлази балоном из Париза и организује нову војску на југу. Сакупио је око 600.000 војника али неувежбаних и слабо опремљених. Најбоље трупе су биле блокиране у Паризу и Мецу. Маршал Базен без велике потребе предаје Мец 27. октобра 1870. Овај пораз Французи су прихватили теже од оног код Седана. Лоарска армија Леона Гамбета 9. новембра победила је код Кулмијера и ослободила Орлеан али је већ 8. 12. 1870. поражена код Луањија. После овог пораза подељена је на три дела, и ратовала је са успехом у децембру 1870 и јануару 1871. али је на крају ипак поклекла пред искуснијим и боље опремљеним Прусима. Долазак зиме натерао је Пруску да убрза завршетак рата. Бомбардовање Париза је почело 5. јануара 1871. Француска војска је неколико пута безуспешно покушала против-удар али је поражена код Бизенвала 19. јануара 1871. Глад и оскудица влада Француском али и огорчење народних маса. Атмосфера је била револуционарна. Фавр је на преговорима у Версају потписао примирје 28. јануара 1871. године. Француска се обавезала да исплати 200 милиона златних франака одмах, да разоружа своју војску(сем 12 000 војника), да преда све тврђаве северно од Париза и да спроведе изборе за нову скупштину. 17. фебруара 1871. за председника бива изабран Адолф Тјер (1871—1873). 26. фебруара 1871. у Версају он потписује прелиминарне услове мира: Француска Немачкој уступа Алзас и Лорен; Француска плаћа 5 милијарди златних франака ратне одштете у року од три године;До исплате ратне одштете немачка војска држаће под окупацијом део Француске и Немачке трупе ући ће у Париз и у њему ће остати до ратификације мира. 3. марта 1871. Парламент Француске ратификовао је потписани мир. Уговор о миру потписан је 10. маја 1871. у Франкфурту на Мајни. Отворена ера немачке превласти у политичком и међународном животу Европе. Услед великог незадовољства народа исходом рата и окупације од стране Немачке, 26. марта 1871. се развила Париска комуна(трајала 72 дана), прва пролетерска револуција, као резултат борбе париских радника против владине војске која није хтела да настави борбу против окупације престонице. После великих борби француски председник Адолф Тјер (1871—1873) успева да угуши Париску комуну 28. маја 1871. године побивши више од 20.000 људи. Међутим идеје Париске комуне су остале да живе, па 28. марта 1882. године бива уведено обавезно и бесплатно основно образовање, а 24. јуна 1894. бива извршен атентат на председника Садија Карноа (1887—1894) који се борио за ограничење слободе синдиката. 3. јула 1905. изгласан је закон одвајања државе од цркве. 3. августа 1914. године Немачка објављује рат Француској, након чега Француска улази у Први светски рат (1914—1918). Из Првог светског рата Француска излази као победник, а 28. јуна 1919. у Версају је потписан мировни споразум, којим Немачка бива приморана да врати Алзас и Лорену Француској. 1. септембра 1939. године почиње Други светски рат (1939—1945), Хитлеровим нападом на Пољску. 3. септембра 1939. Француска објављује рат Немачкој. 10. маја 1940. Адолф Хитлер отпочиње Блицкриг (кратки рат) против Француске, и током маја и јуна 1940. окупира 3/5 француске територије. То је уједно био и крај Треће републике.

## Француска држава
На преосталом слободном делу Француске републике бива формирана у Вишију такозвана Француска држава од стране колаборационистичке владе са генералом Филипом Петеном (1940—1944) на челу. Са друге стране под вођством генерала Шарла де Гола у Лондону је 18. јуна 1940. формиран покрет Слободна Француска који себи задаје за циљ ослобађање од Немачке и пружање отпора Немачкој. 6. јуна 1944. у Нормандију се искрцавају савезничке снаге (Американци, Канађани и Енглези), и убрзо долази до ослобађања Париза 25. августа 1944. године, а до краја године и целе републике.

## Четврта република
Дана 13. октобра донет је устав Четврте републике. 1949. Француска постаје члан НАТО пакта, а касније улази у исцрпљујући рат у Индокини (1946—1954), где долази до ослобађања тамошњих колонија: Северни и Јужни Вијетнам, Камбоџа и Лаос. Нови рат за независност Алжира избија 1. новембра 1954. године. 1956. година Француска признаје независност Марока и Туниса. 25. марта 1957. године Француска потписује споразум из Рима, којим је формирана Европска економска заједница.

## Пета република
Неуспешно вођење рата у Алжиру, довешће до државног удара којим је 1. јуна 1958. на власт дошао генерал Шарл де Гол (1958—1969). 28. септембра изгласан је устав Пете републике. 18. марта 1962. Евијанским споразумом призната је независност Алжиру. 1966. године Де Гол повлачи Француску из командне структуре НАТО пакта. Од 6-30. маја 1968. долази до великих протеста студената широм Француске, и јавља се велико незадовољство политиком државе, што ће приморати Де Гола да уступи власт 1969. На власт долази Жорж Помпиду (1969—1974) који због болести напушта власт, а њега наслеђује Валери Жискар д'Естен (1974—1981), који води изразито проевропску политику Француске. 10. маја 1981. на власт долази социјалиста Франсоа Митеран (1981—1995). 18. септембра 1981. укида се смртна казна, а јануара 1982. серија закона којим се ограничава радна недеља на 39 сати и уводи петонедељни плаћени одмор, као и порез на високу добит. 7. маја 1995. за председника бива изабран десничар Жак Ширак (1995—2007). 1. јануара 2002. Француска уводи евро као званичну монету плаћања. 2003. године Жак Ширак доводи до погоршања односа између САД и Француске, одбивши да учествује у рату у Ираку. Њега на власти наслеђује 6. маја 2007. страначки колега Никола Саркози.